# ビジネスフィッシュ
ビジネスフィッシュは株式会社クオンが制作する体は人間、頭は魚のサラリーマンのキャラクター。Facebookメッセンジャーのスタンプは世界で約2.5億ダウンロードされており、FacebookページやTikTokでも親しまれている。
2019年7月からテレビアニメがTOKYO MX、BS11、Huluで放送、配信中。

## キャラクター
ビジネスフィッシュ
頭が魚になっているサラリーマン。仕事は適当でさぼり癖あり。特殊能力があるらしい。
クレッグ
フィッシュの同僚。フィッシュにふりまわされることが多い。
会長
フィッシュの親友の老人。
社長
頭がタコになっている社長。
犬
フィッシュの飼い犬。
上司
フィッシュの上司で禿げ頭の中年男性。
アムロ
フィッシュの同僚で白衣姿の研究開発職。
レディーフィッシュ
フィッシュの姉。バリバリのキャリアウーマンで空手が得意。

## テレビアニメ
株式会社クオンと東宝株式会社の共同事業としてアニメ化された。制作は全編トゥーンレンダリング処理を施した3DCGで、キャストの声だけでなくモーションキャプチャーで動きや表情を撮影し、それを元にアニメが制作されている。
監督の住田崇が脚本担当のオークラと打ち合わせ、ニイルセンがキャラクターを書き下ろした。主人公のビジネスフィッシュ「魚脇 タイ」と「浅瀬課長」以外はアニメオリジナルキャラクターとなっている。

### 登場人物
魚脇 タイ（うおわき タイ）
声 - 永岡卓也
本作品の主人公キャラ。IT企業（株）SEA VISIONのシステム部営業課に所属する中間管理職（係長）。28歳。
仕事はまずまずこなし、上役や部下たちの受けも悪くないが、自他ともに認める脇役キャラで地味な存在。愚痴気質でパワハラに敏感。感情が高ぶると「WHOOOOO!!（魚）」と叫ぶ癖がある。
第1話で乙姫に告白し交際することになったが、ネガティブな思考が原因でたびたび喧嘩になっている。
アニメのイントロ部分に水中を泳ぐシーンがあるほか、「さかなでも陸上で呼吸できるのだ」と語る場面がある。
乙姫 舞（おとひめ まい）
声 - 武田玲奈
本作品のヒロインで、アパレルメーカーの広報担当。28歳。魚脇の高校時代の同級生で才色兼備なキャリアウーマン。魚脇の恋人として交際中。
海野 ぶどう（うみの ぶどう）
声 - 落合モトキ
若手営業マン。魚脇の後輩だが生意気な25歳。海藻のような独特の髪型。
蛸山 八男（たこやま はちお）
声 - 竹井亮介
SEA VISIONの中堅セールスエンジニア。29歳。魚脇の親友で、海鮮居酒屋の常連。物言いは多少辛辣な部分もあるが、魚脇の公私にわたり愚痴を聞いてあげるいいやつ。
伊勢 えびか（いせ えびか）
声 - 藤井武美
SEA VISION秘書課の頭が伊勢えびの女性。26歳。スタイル抜群でデキる女子代表。
磯野 もずく（いその もずく）
声 - 白石優愛
SEA VISION営業課の一般職のOL。今どきの若者で23歳。社内の噂話やガールズトークが好き。
浅瀬課長（あさせかちょう）
声 - 大津尋葵
魚脇たちの上司。システム部営業課の課長。45歳。はげ頭で小柄な中年男性。
IKAちゃん（いかちゃん）
声 - 小野賢章
オシャレ雑貨屋兼カフェ「SUMIYA」のイカの頭のカリスマ店員。30歳。オネエ言葉で話し、ミニの短パンを履いている男性。地元の人気者だがメディアは苦手てテレビの収録を受けた際には空回りしていた。

### スタッフ
- 原作 - クオン
- 監督 - 住田崇
- シリーズ構成 - オークラ
- 脚本 - オークラ、岩崎う大、土屋亮一
- コンセプトデザイン - ニイルセン
- CGディレクター - 白石照明
- 制作プロダクション - アイアンドエー
- 製作 - ビジネスフィッシュ製作委員会

### エンディングテーマ
「Don't Stop Moving」
Produced by Stax / Vocal by Sarah Kelly
「スーダラ節 feat. BUSINESS FISH」
作詞 - 青島幸男 / 作曲 - 萩原哲晶 / Remix & Track by XLII / Hook performed by Ueki Hitoshi (CRAZY CATZ) / Rap & Additional Lyrics by DOTAMA

### 各話リスト
第6回まで放送されたあと、「＃〇＋」という回数表示でエンディングを差し替えたものが再放送されている。
| 話数  | サブタイトル                                               |
| ----- | ---------------------------------------------------------- |
| 第1回 | #01 脇役のトップ                                           |
| 第1回 | #02 別れタイ                                               |
| 第2回 | #03 魚脇のハラスメント                                     |
| 第2回 | #04 IKAちゃんの悩み                                        |
| 第3回 | #05 俺が人から褒められないのは誰のことも褒めないからだ     |
| 第3回 | #06 タイって呼ばれタイ！                                   |
| 第4回 | #07 浅瀬課長の挑戦                                         |
| 第4回 | #08 乙姫さんの名は？                                       |
| 第5回 | #09 魚脇、泳がせ泳がされ                                   |
| 第5回 | #10 乙姫さんとタイな関係                                   |
| 第6回 | #11 魚脇タイ、SNSで大バズリ！                              |
| 第6回 | #12 主役の責任                                             |
| ＃1＋ | 第1＋話 脇役のトップ                                       |
| ＃1＋ | 第2＋話 別れタイ                                           |
| ＃2＋ | 第3＋話 魚脇のハラスメント                                 |
| ＃2＋ | 第4＋話 IKAちゃんの悩み                                    |
| ＃3＋ | 第5＋話 俺が人から褒められないのは誰のことも褒めないからだ |
| ＃3＋ | 第6＋話 タイって呼ばれタイ！                               |
| ＃4＋ | 第7＋話 浅瀬課長の挑戦                                     |
| ＃4＋ | 第8＋話 乙姫さんの名は？                                   |
| ＃5＋ | 第9＋話 魚脇、泳がせ泳がされ                               |
| ＃5＋ | 第10＋話 乙姫さんとタイな関係                              |
| ＃6＋ | 第11＋話 魚脇タイ、SNSで大バズリ！                         |
| ＃6＋ | 第12＋話 主役の責任                                        |

### 放送局
| 放送期間               | 放送時間                     | 放送局   | 対象地域 | 備考                  |
| ---------------------- | ---------------------------- | -------- | -------- | --------------------- |
| 2019年7月8日 - 9月23日 | 月曜 0:00 - 0:30（日曜深夜） | TOKYO MX | 東京都   |                       |
|                        |                              | BS11     | 日本全域 | BS放送 / 『ANIME+』枠 |

インターネットではHuluにて月曜0:00ごろに次週放送話を先行および独占配信される（初回のみ4話連続で配信）。